# Constantin Constantinescu-Claps
Constantin Constantinescu-Claps, né le 20 février 1884 à Beceni et mort en juin 1961, est un général roumain.
Il participa à la Deuxième Guerre balkanique, à la Première Guerre mondiale et à la Seconde Guerre mondiale. Durant cette dernière, il commandait la 4e armée roumaine qui participa notamment à la bataille de Stalingrad.